# Rímel

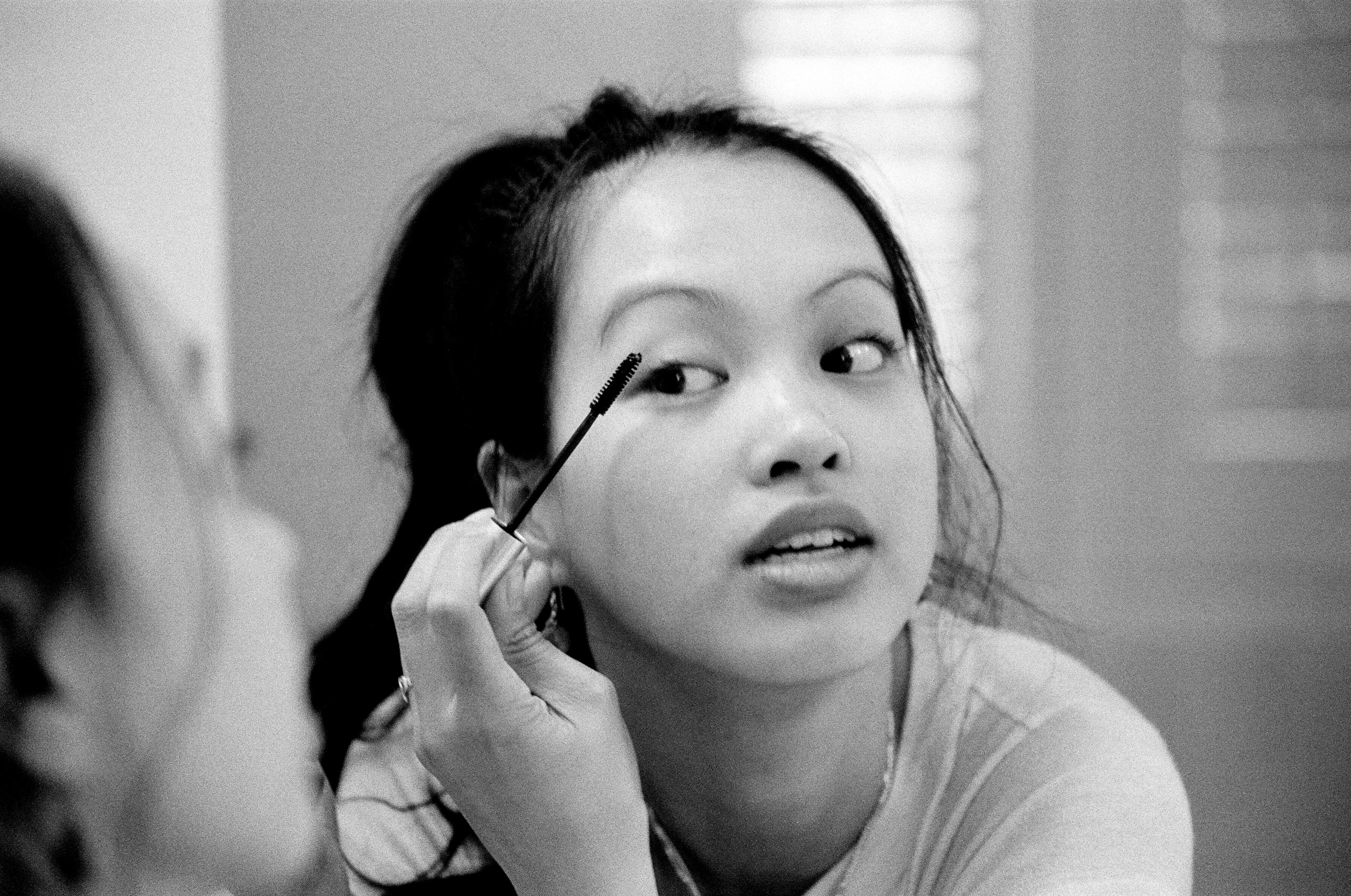
Noia maquilant-se amb rímel

El rímel és un tipus de maquillatge cosmètic consisteix en una pasta a base d'oli i, normalment, colorant, que serveix per a pintar i destacar les pestanyes, habitualment en negre o colors foscos. N'hi ha de transparents, que fan que sembli que les pestanyes estan mullades. El fet d'enfosquir les pestanyes fa que es vegin més, que semblin més espesses i més llargues.
El nom en català prové d'Eugène Rimmel, un empresari que va registrar a Londres la marca de cosmètics Rimmel, que va popularitzar aquest producte als Països Catalans.
El rímel existeix com a mínim des de l'Antic Egipte, on s'usava el kohl per ressaltar les pestanyes i els contorn dels ulls (tal com s'aprecia a les figures humanes dels frescs) tant d'homes com de dones (en l'actualitat s'usa més per part del públic femení). Al segle xix la composició era ja similar a l'actual i des de 1953 es ven juntament amb un petit raspall que en facilita l'aplicació.